# Aloe glabra
Aloe glabra é uma espécie de liliopsida do gênero Aloe, pertencente à família Asphodelaceae.